# 生駒高俊
生駒 高俊（いこま たかとし）は、江戸時代前期の大名。讃岐国高松藩4代藩主、出羽国矢島藩初代藩主。高松藩第3代藩主生駒正俊の長男。

## 生涯
慶長16年（1611年）、讃岐国高松藩3代藩主・生駒正俊の長男として誕生。
元和7年（1621年）7月、父・正俊の死去により家督を相続、ただし幼少のため外祖父である伊勢国津藩主・藤堂高虎の後見を受けた。寛永3年（1626年）8月19日には従四位下・壱岐守に叙任され、江戸幕府老中・土井利勝の娘を正室に迎えた。

### 生駒騒動
ところが成年した高俊は、政務を放り出して美少年を集めて遊興に耽ったため、家臣団の間で藩の主導権をめぐって内紛が起こった。寛永14年（1637年）、譜代家臣の生駒正種らが生駒家の縁戚大名（土井利勝・藤堂高次・脇坂安元）に外様家臣の前野自性らの不正を訴える事態へと発展。これに対し高俊の対応はかえって紛糾させたが、結果的に前野らが徒党を組んで高松藩から退去することで収束した。
しかし、この一連の騒動は江戸幕府に知られることとなり、寛永16年（1639年）に騒動の詮議を始め、寛永17年（1640年）7月26日、幕府は藩主・高俊の責任を追及し、領地を没収して出羽国由利郡に流罪とした。また、生駒派の中心人物は大名にお預け、前野派の中心人物は死罪となった。ただし、高俊には由利郡矢島（現在の秋田県由利本荘市矢島町と鳥海町の部分）で1万石を堪忍料として与えられ、矢島村に陣屋を構えた。
万治2年（1659年）、死去。
高俊の長男は高清となっているが、「讃岐国高松城主生駒壱岐守高俊封地十七万千八百余石を収公され、長子右衛門高法と共に、出羽の国由利矢島‥」（『徳川実紀』寛永17年（1640年）7月26日の項）とある。この長男という高法は実在したと思われるが、由利郡矢島で早世したのか、記載は前後この『徳川実紀』以外にない。

## 系譜
父母
- 生駒正俊（父）
- 藤堂高虎の養女（母）

正室
- 勝 - 土井利勝の娘

側室
- 今氏

子女
- 生駒高清（長男） 生母は今氏 - 相続時に弟の俊明に2千石分知したため、交代寄合旗本8千石。
- 生駒俊明（次男） 生母は今氏 - 兄より分知を受け旗本2千石。
- 生駒親興（三男） 生母は今氏 - 高清の養子。
- 円意 - 京都妙心寺
- 京極高房室
- 原田宗馭室

## 小説
- 南条範夫「生駒壱岐守高俊」（文春文庫、『大名廃絶録』収録）
- 神坂次郎「うつけ殿騒動ー生駒壱岐守高俊」（中公文庫、『おかしな大名たち』収録）